# Seznam největších jezer v Evropě podle objemu
Největší jezera v Evropě (nad 10 km³) seřazená podle objemu.

## Tabulka největších jezer (podle objemu)
| Pořadí | Jezero                 | Stát(y)                      | Objem |
|        |                        |                              | km³   |
| ------ | ---------------------- | ---------------------------- | ----- |
| 1.     | Ladožské jezero        | Rusko                        | 908   |
| 2.     | Oněžské jezero         | Rusko                        | 295   |
| 3.     | Vänern                 | Švédsko                      | 153   |
| 4.     | Ženevské jezero        | Švýcarsko, Francie           | 89    |
| 5.     | Vättern                | Švédsko                      | 77    |
| 6.     | Mjøsa                  | Norsko                       | 56    |
| 7.     | Ohridské jezero        | Albánie, Severní Makedonie   | 55,4  |
| 8.     | Bodamské jezero        | Švýcarsko, Rakousko, Německo | 55    |
| 9.     | Gardské jezero         | Itálie                       | 50,35 |
| 10.    | Siljan                 | Švédsko                      | 42    |
| 11.    | Lago Maggiore          | Švýcarsko, Itálie            | 37    |
| 12.    | Saimaa                 | Finsko                       | 36    |
| 13.    | Čudsko-pskovské jezero | Estonsko, Rusko              | 25    |
| 14.    | Päijänne               | Finsko                       | 18,1  |
| 15.    | Segozero               | Rusko                        | 17,8  |
| 16.    | Torneträsk             | Švédsko                      | 17,1  |
| 17.    | Inari                  | Finsko                       | 15,9  |
| 18.    | Røssvatnet             | Norsko                       | 14,8  |
| 19.    | Mälaren                | Švédsko                      | 14,4  |
| 20.    | Neuchâtelské jezero    | Švýcarsko                    | 14    |
| 21.    | Hornindalsvatnet       | Norsko                       | 12    |
| 22.    | Lucernské jezero       | Švýcarsko                    | 11,8  |

## Ostatní kontinenty
- Největší jezera v Africe podle objemu
- Největší jezera v Antarktidě podle objemu
- Největší jezera v Asii podle objemu
- Největší jezera v Austrálii a Oceánii podle objemu
- Největší jezera v Jižní Americe podle objemu
- Největší jezera v Severní Americe podle objemu